# Milledgeville (Georgia)
Milledgeville es una ciudad situada en el condado de Baldwin, Georgia, Estados Unidos. Tiene una población estimada, a mediados de 2022, de 16 837 habitantes.
Está ubicada al noreste de Macon y a orillas del río Oconee. La rápida corriente del río hizo de la zona un lugar atractivo para construir una ciudad. Fue la capital de Georgia desde 1804 a 1868 y fue famosa durante la guerra de Secesión. Fue precedida como capital por Louisville y sucedida por Atlanta, la actual capital.

## Historia
Su nombre proviene de John Milledge, gobernador de Georgia de 1802 a 1806. En 1803, una ley del Parlamento de Georgia llamó a la fundación de una ciudad que llevara el nombre del entonces gobernador, John Milledge. El Tratado de Fort Wilkinson (1802) había recientemente forzado a los indígenas a ceder el territorio inmediatamente al oeste del río Oconee. La ciudad de Midgeville fue desarrollada en esa zona. En 1804 fue declarada capital del estado.

### Vida antes de la guerra
Después de 1815, la ciudad se volvió cada vez más próspera. Gran parte del campo circundante fue explotado con mano de obra esclava para plantaciones de algodón, que era el principal cultivo básico del sur.  Regularmente fardos de algodón se amontonaban en las calles esperando ser embarcados río abajo hasta Darien.
Algunos ciudadanos con vocación pública como Tomlinsom Fort, alcalde de Milledgeville entre 1847 y 1848, promovieron mejores periódicos, academias de aprendizaje y bancos. En 1838 abrió sus puertas la Universidad Oglethorpe, donde más tarde estudiaría el poeta Sidney Lanier.
El auge del algodón en el área incrementó significativamente la demanda de esclavos. El mercado de la ciudad, donde se realizaban las subastas de esclavos, estaba ubicado en Capital Square, junto a la iglesia presbiteriana. Carpinteros, albañiles y trabajadores negros calificados se vieron obligados a construir la mayoría de las hermosas estructuras anteriores a la guerra en Milledgeville.
Dos eventos representaron el estatus de Milledgeville como centro político y social del estado de Georgia:
- En 1825 la ciudad fue visitada por un héroe de la guerra de Independencia de los Estados Unidos, el Marques de La Fayette. La ciudad hizo una gran fiesta en su honor.
- Entre 1836 y 1839 se construyó la mansión del gobernador, uno de los ejemplos más importantes de arquitectura neoclásica griega en Estados Unidos.

### Guerra de Secesión y sus consecuencias
El 19 de enero de 1861, los delegados de la Convención de Georgia promulgaron la Ordenanza de Secesión, y el 4 de febrero la "República de Georgia" se unía a los Estados Confederados de América. En los meses finales de la guerra, el general unionista William T. Sherman y 30.000 soldados marcharon hacia Milledgeville durante la llamada Marcha hacia el mar.
En 1868, durante la Reconstrucción, el Parlamento del estado trasladó la capital a Atlanta, la ciudad que simbolizaba el Nuevo sur. En ese entonces, Milledgeville simbolizaba el Viejo sur.
Milledgeville luchó por sobrevivir como ciudad importante después de perder su estatus de capital. En los años siguientes se crearon el Hospital Central Estatal y la Universidad Estatal.

## Geografía
La localidad está ubicada en las coordenadas 33°05′17″N 83°14′26″O / 33.08806, -83.24056 (33.087945, -83.240613).
Según la Oficina del Censo, tiene una superficie total de 52.86 km². de los cuales 52.44 km² corresponden a tierra firme y 0.42 km² están cubiertos de agua.

## Demografía

### Censo de 2020
Según el censo de 2020, en ese momento la ciudad tenía una población de 17 070 habitantes.
| Raza                   | Núm.   | Porc.   |
| ---------------------- | ------ | ------- |
| Blancos                | 8176   | 47.90%  |
| Afroamericanos         | 7728   | 45.27%  |
| Amerindios             | 33     | 0.19%   |
| Asiáticos              | 280    | 1.64%   |
| Isleños del Pacífico   | 17     | 0.10%   |
| De otras razas         | 382    | 2.24%   |
| De una mezcla de razas | 454    | 2.66%   |
| Total                  | 17 070 | 100.00% |

Del total de la población, el 3.25% eran hispanos o latinos de cualquier raza.

### Censo de 2000
Según el censo de 2000, en ese momento los ingresos medios de los hogares de la localidad eran de $30,484 y los ingresos medios de las familias eran de $44,683. Los hombres tenían ingresos medios por $30,794 frente a los $23,719 que percibían las mujeres. Los ingresos per cápita para la localidad eran de $12,782. 